# Église de l'Exaltation-de-la-Sainte-Croix de Tambov
L'église de l'Exaltation-de-la-Sainte-Croix (russe : церковь Воздвижения Святого Креста) est une église d'architecture néogothique qui est un monument du patrimoine protégé de la ville de Tambov en Russie. Cette église de rite catholique dépend du diocèse de Saratov et se trouve au no 14 de la rue de Kronstadt.

## Histoire
Les catholiques d'origine polonaise de la ville de Tambov sont environ 700 à la fin du XIXe siècle et demandent la permission de faire bâtir une église dédiée à l'Exaltation de la Sainte-Croix. La paroisse est enregistrée en octobre 1896 et des fonds sont réunis pour les travaux qui commencent en septembre 1898 et se terminent en 1903. La consécration se déroule le 25 mai 1903. La paroisse regroupe alors plusieurs milliers de fidèles au fur et à mesure de la croissance de la ville.
L'église de briques rouges de style néogothique est richement décorée et possède des vitraux. Une maison paroissiale de deux étages est également bâtie à côté qui comporte aussi les locaux des organisations charitables paroissiales, une bibliothèque et le presbytère.
L'église est fermée lors d'une campagne d'athéisme en 1935 et son curé est envoyé en camp. L'église reste longtemps vide avant d'être attribuée à une usine voisine de roulements à billes. Ses tours jumelles sont détruites, la façade est dépouillée de ses ornements et l'intérieur est complètement transformé.
La paroisse catholique de Tambov obtient le droit de se faire enregistrer à nouveau en 1996 et l'église lui est rendue à la fin de l'année suivante. Comme elle se trouve dans un état pitoyable, sa restauration dure plusieurs années, mais elle est tout de même reconsacrée à la Noël 1998. Ses tours sont reconstruites.
Une statue de saint Nicolas de la main de Zourab Tsereteli se trouve sur le côté gauche du parvis.
L'église est administrée par les pères de la Société du Verbe-Divin en collaboration avec les religieuses de la congrégation des Servantes du Saint-Esprit.

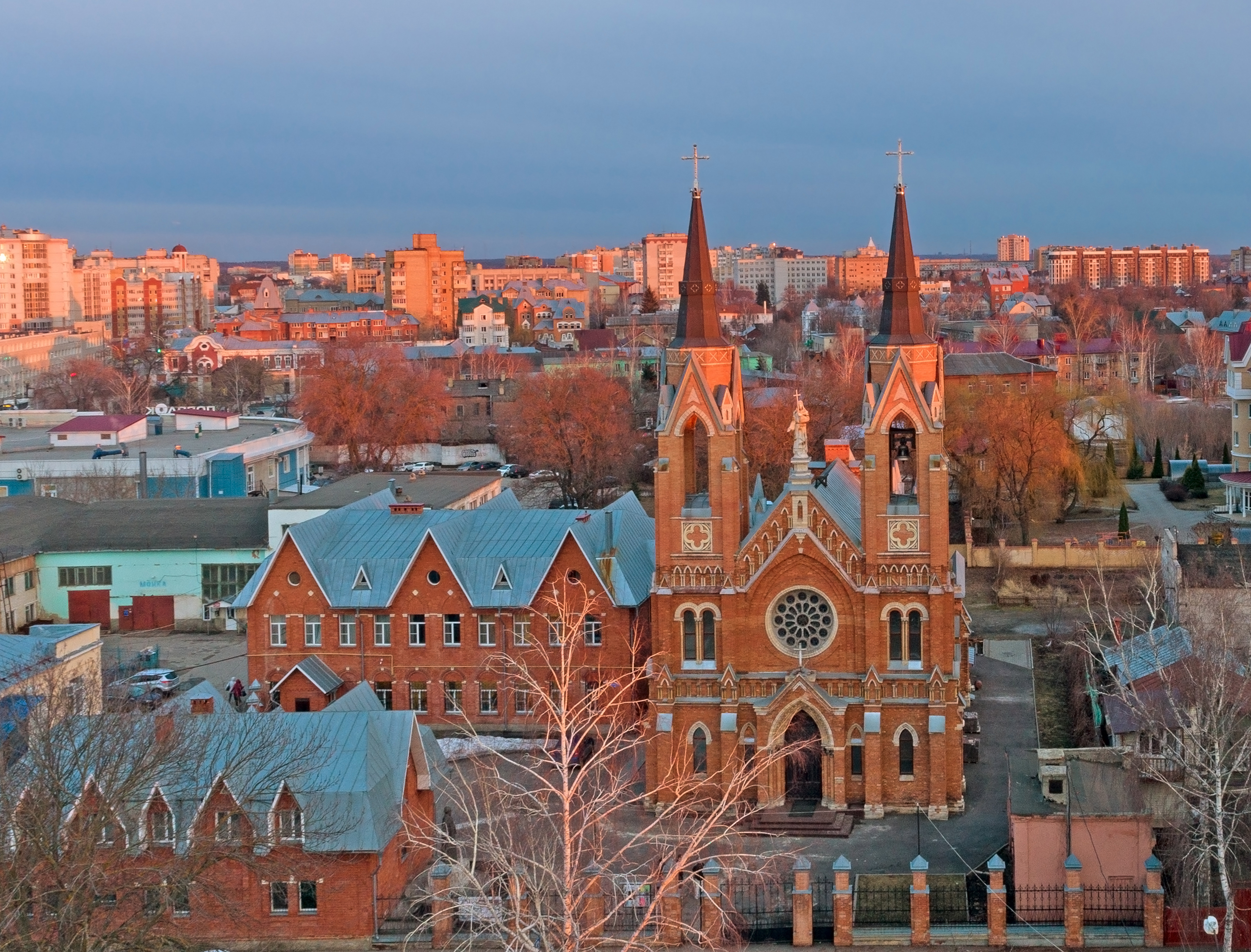
L'église et le quartier environnant, rue de Kronstadt.